# 杜阿爾特·皮奧
杜阿尔特·皮奥（葡萄牙語：Duarte Pio；1945年5月14日—），全名唐·杜阿尔特·皮奥·約翰·米格尔·加百列·拉斐尔·德·布拉干萨（Dom Duarte Pio João Miguel Gabriel Rafael de Bragança），第24代布拉干萨公爵。布拉干萨公爵杜阿爾特·努諾的长子，葡萄牙国王米格爾一世的曾孙。母为巴西公主瑪麗亞·弗朗西絲卡（1914年－1968年）。教父是教宗庇护十二世。他是葡萄牙王位的继承人，虽然共和国已建立超過一个世纪，公爵仍是葡萄牙国内倍受关注的人物。他的婚礼有葡萄牙总统、总理出席，他的孩子的出生被视为国家大事。

## 早年生活
杜阿尔特·皮奥出生在他父亲在瑞士流亡期间。他出生在伯尔尼的葡萄牙使馆。使馆被认为是葡萄牙领土，因此他的出生地法律上是葡萄牙。他在伯尔尼完成了初等教育。1950年葡萄牙废除了禁止前王室成员回国的法律。杜阿尔特得以回国，他在Santo Tirso的Nuno Álvares上完中学后，在里斯本的军事学院进行教育，后在在里斯本技术大学农业学院（Instituto de Agronomia de Universidade Tècnica de Lisboa）和瑞士日内瓦大学发展学院深造。
皮奥从1968年到1971年服兵役，在安哥拉担任直升机飞行员，陆军中尉待遇。在那里他常常与当地居民沟通，并且学会当地方言。1973年他由政治警察护航，被逐出了安哥拉，原因是反对當時葡萄牙的专制政权、组织竞选的反对派。
1976年，他的父亲布拉干萨公爵杜阿爾特·努諾去世，他继承为布拉干萨公爵。

## 政治观点
皮奥不仅积极争取非洲前葡萄牙殖民地人民的利益，而且是一个为前葡萄牙殖民地东帝汶独立的倡导者，反对印度尼西亚吞并东帝汶。
近30年来公爵更加关注葡萄牙农业的发展、生态环境和文化遗产的保护。

## 婚姻与子女
1995年5月13日皮奥与葡萄牙女商人伊莎贝尔·德·艾莱迪亚在热罗尼莫修道院举行婚礼，葡萄牙总统、总理、内阁成员和欧洲各王室成员参加了婚礼。
婚后育有二子一女：
- 阿方索，贝拉亲王、布拉干薩公爵推定繼承人，生于1996年3月25日。
- 瑪麗亞·弗朗西絲卡，科英布拉女公爵，生于1997年3月3日。
- 迪尼斯，波尔图公爵，生于1999年11月25日。

| 杜阿爾特·皮奧 布拉甘薩王朝阿維斯王朝的分支出生于：1945年5月14日 | 杜阿爾特·皮奧 布拉甘薩王朝阿維斯王朝的分支出生于：1945年5月14日                  | 杜阿爾特·皮奧 布拉甘薩王朝阿維斯王朝的分支出生于：1945年5月14日 |
| 王位覬覦者                                                      | 王位覬覦者                                                                       | 王位覬覦者                                                      |
| --------------------------------------------------------------- | -------------------------------------------------------------------------------- | --------------------------------------------------------------- |
| 前任者： 杜阿爾特·努諾                                          | 布拉干薩公爵 1976年12月24日－                                                    | 現任 候任：阿方索·德·聖瑪麗亞 贝拉亲王                          |
| 空缺上一位持有相同頭銜者：路易斯·菲利佩                         | 贝拉亲王 巴塞盧什公爵 1945年5月15日－1976年12月24日                              | 繼任者： 阿方索·德·聖瑪麗亞                                     |
| 前任者： 杜阿爾特·努諾                                          | — 名义上的 — 葡萄牙及阿爾加維国王 1976年12月24日－ 继位失败原因： 1910年王國廢除 | 現任 候任：阿方索·德·聖瑪麗亞 贝拉亲王                          |